# Epicauta clericalis
Epicauta clericalis es una especie de coleóptero de la familia Meloidae.

## Distribución geográfica
Habita en Argentina.